# تپه سنگان
تپه سنگان مربوط به هزاره چهارم و پنجم قم است و در شهرستان ممسنی، بخش مرکزی، دهستان بکش، جنوب روستای سنگان واقع شده و این اثر در تاریخ ۲۳ بهمن ۱۳۸۵ با شمارهٔ ثبت ۱۷۲۷۱ به‌عنوان یکی از آثار ملی ایران به ثبت رسیده است.